# Keeping Up Appearances
Keeping Up Appearances (traducido al español como Manteniendo las apariencias) fue una serie comedia de situaciones británica, emitida por BBC (originalmente BBC1) entre el 29 de octubre de 1990 y el 25 de diciembre de 1995. Fue escrita por Roy Clarke. Sus actores protagónicos fueron Patricia Routledge, Clive Swift y Josephine Tewson.
Su personaje principal es una señora obsesionada por la etiqueta y la perfección, que intenta parecer una dama de la clase alta. Sus intentos provocan muchas situaciones cómicas.

## Personajes
- Patricia Routledge como Hyacinth Bucket (pronunciación: bouquet).
- Clive Swift como Richard Bucket.
- Josephine Tewson como Elizabeth 'Liz' Warden.
- Judy Cornwell como Daisy.
- Geoffrey Hughes como Onslow.
- Shirley Stelfox como Rose Walton (Temporada 1).
- Mary Millar como Rose Walton (Temporadas 2–5).
- David Griffin como Emmet Hawksworth (Temporadas 2–5).
- Jeremy Gittins como Michael, el párroco.
- George Webb como Papá (1990-1995).
- Marion Barron como la mujer del párroco (1990-1995).
- David Janson como el cartero (1992-1995).
- Robert Rawles como el lechero (1990-1995).
- Anna Dawson como Violet (1995).
- Peter Cellier como el Mayor (1990-1991).

## Capítulos
La serie tiene cinco temporadas con un total de 44 episodios (40 más 4 especiales).
| Temporada | Primer episodio         | Último episodio        | N.º de episodios | N.º de episodios especiales | Protagonistas                                                                                           |
| --------- | ----------------------- | ---------------------- | ---------------- | --------------------------- | --- |
| 1         | 29 de octubre de 1990   | 3 de diciembre de 1990 | 6                | 0                           | Patricia Routledge Clive Swift Josephine Tewson Judy Cornwell Geoffrey Hughes Shirley Stelfox           |
| 2         | 1 de septiembre de 1991 | 3 de noviembre de 1991 | 10               | 1                           | Patricia Routledge Clive Swift Josephine Tewson David Griffin Judy Cornwell Geoffrey Hughes Mary Millar |
| 3         | 6 de septiembre de 1992 | 18 de octubre de 1992  | 7                | 0                           | Patricia Routledge Clive Swift Josephine Tewson David Griffin Judy Cornwell Geoffrey Hughes Mary Millar |
| 4         | 5 de septiembre de 1993 | 17 de octubre de 1993  | 7                | 2                           | Patricia Routledge Clive Swift Josephine Tewson David Griffin Judy Cornwell Geoffrey Hughes Mary Millar |
| 5         | 3 de septiembre de 1995 | 5 de noviembre de 1995 | 10               | 1                           | Patricia Routledge Clive Swift Josephine Tewson David Griffin Judy Cornwell Geoffrey Hughes Mary Millar |

## Producción

### Localidades
- El exterior de la casa de los Bucket fue grabado en Binley Woods, Warwickshire.[1]
- El exterior de la casa de Daisy y Onslow fue grabado en Stoke Aldermoor, Coventry.[2] La calle en la que se sitúa su casa y las tomas del pueblo fueron grabadas en Leamington Spa y varias localidades de Warwickshire.
- La dirección de la casa de los Bouquet (según lo pone Hyacinth en sus invitaciones): Waney Edge, Blossom Avenue, Fuddleton.

### Vehículos
- El coche de Hyacinth y Richard: Rover 200/25 (SD3), color azul, las matrículas: D541 EXL (primeros episodios) y D541 EFL (más tarde).
- El coche de Onslow: Ford Cortina, en muy mala condición, las matrículas: VSD 389S.
- El coche de Violet y Bruce: Mercedes-Benz W126, clase S (primeros episodios) y Mercedes-Benz W202, clase C (más tarde).
- El coche de Elizabeth: MG Metro, las matrículas: F434 RLA.[3]

## Adaptaciones

### Libros
Los tres libros publicados en Reino Unido:
- Hyacinth Bucket's book of etiquette for the socially less fortunate de Jonathan Rice, 1993, basada en los guiones de la serie.
- Hyacinth Bucket's Hectic Social Calendar de Jonathan Rice, 1995, en plan las crónicas anuales de Hyacinth, con sus comentarios sobre sus vecinos y conocidos.
- It's Bouquet - Not Bucket de Harold Snoad, 2009, incluye rarezas de fotografías sacadas durante el rodaje de la serie.

El libro publicado en Estados Unidos:
- Keeping Up Appearances: A Companion to the Series de Georgene y Mary Lee Costa, los 1990.

### Teatro
Existe una obra de teatro llamada Keeping Up Appearances. Se la pudo ver en los teatros del Reino Unido. Elenco:  Rachel Bell como Hyacinth, Kim Hartman como Elizabeth, Gareth Hale como Onslow, Steven Pinder como Emmet, Debbie Arnold como Rose, David Janson (el cartero en la serie de televisión) como Mr Edward Milton (un personaje nuevo), Christine Moore como Daisy y Sarah Whitlock como Mrs Debden. En el espectáculo no había el personaje del marido de Hyacinth, Richard Bucket, pero fue mencionado y llamado durante la función por Hyacinth.
En marzo de 2015 la función se estrenó en Nueva York, EE. UU..